# Бэк-вокал
Бэк-вока́л (англ. backing vocal — досл. пение на заднем плане), или подпе́вка — песенное исполнение, сопровождающее основную вокальную партию.
Бэк-вокалист (англ. backing vocalist, backup singer, background singer) — человек, аккомпанирующий своим пением соло-вокалисту. При записи альбомов нередко роль бэк-вокалиста исполняет тот же человек, что и основную вокальную партию. При этом на живых выступлениях эта роль либо перекладывается на участников группы или специально приглашённых певцов, либо она исполняется посредством наложения фонограммного звучания. Как правило бэк-вокал присутствует на довольно коротких участках композиций и вторит основному вокалу. Ярким примером таких моментов являются припевы. Однако помимо поддержки основной линии бэк-вокал может служить и в качестве контраста.
Зачастую в рок-музыке исполнитель бэк-вокальной линии, если он не дублирует основную вокальную линию, исполняет её в терцию.
В рок-группе роль бэк-вокалиста может исполнять любой другой участник. Также бэк-вокалом в тяжелых направлениях метала считается чистый вокал в сочетании с экстремальным, в таком случае бэк-вокалист может исполнять значительную часть вокальных партий: Alesana, The Devil Wears Prada, Sonic Syndicate.
В рэп-музыке бэк-вокалистов часто называют хайпмэнами (hype men).